# Eremobates bantai
Eremobates bantai är en spindeldjursart som beskrevs av Brookhart 1965. Eremobates bantai ingår i släktet Eremobates och familjen Eremobatidae. Inga underarter finns listade i Catalogue of Life.